# Ana Lucía Salazar
Ana Lucía Salazar Garza (Monterrey, Nuevo León, 23 de octubre de 1983) es una presentadora mexicana de radio.
En televisión, ha participado en los programas de talento La Academia (2002-2003), Desafío de estrellas (2003), Homenaje a (2003) y Segunda oportunidad (2010).
En radio, ha colaborado con las periodistas Shanik Berman y Flor Rubio, para Radio Fórmula.

## BIografía
Ana Lucía Salazar fue una de los 16 participantes de La Academia de Televisión Azteca en 2003, ingresó junto a algunos cantantes tales como Erika Alcocer Luna, Rosalía León Oviedo y Marco Moré, donde fue eliminada de la competencia.
En 2019, hizo público a través de su cuenta de Twitter un mensaje, en el cual mencionó que sufrió abuso sexual, de parte del exsacerdote Fernando Martínez, uno de los integrantes de los Legionarios de Cristo, congregación católica en México, —fundada por el sacerdote mexicano Marcial Maciel—.
En una entrevista con Azucena Uresti para Milenio Televisión, Ana Lucía menciona entorno a la denuncia pública lo siguiente:
La gente cercana a mí conoce mi historia sin embargo yo decido hacerlo de un modo particular no, salir de un foro personal por que mi denuncia es genuina y mi señalamiento es por que yo se que este señor no como nos dijeron, a cuidar viejitos que ya estaban terminales, por que ellos nos dicen no lo vamos a reponer, no es cierto lo van y lo van y lo mandan a un odiseo en Salamanca (Guanajuato).
Lucía conoció a Martínez durante su estadía en el Colegio Cumbres en Cancún, Quintana Roo —en donde ella estaba cursando la educación primaria— en 1991, sale de ese colegio en 1992.
Con Martínez sufrió abuso sexual y psicológico, así como revictimización por parte de los Legionarios.
En la misma entrevista menciona la siguiente:
Yo era una niña de 8 años que sabía del sexo pero que jugaba con Barbies, es una disosiación muy fuerte que ha afectado y que sigue afectando en muchas areas de mi vida y sigue, osea yo no puedo creer y vuelvo a llorar, por lo mismo, me vuelvo a acordar y vuelvo a llorar, es imposible decir que no estoy bien, que no me ha afectado, que no estoy dañada (psicológicamente).
Estoy en un proceso de reconstrucción, yo llego en el 91' y yo me voy en el 93', si como en el 93' por que regreso a Monterrey para cuarto de primaria, yo te puedo asegurar que desde que llegué hasta que me fui, sufrí abuso y revictimización, osea fue todo el tiempo, no sólo fue el abuso de este señor (Martínez), el abuso sexual, si no después la sociedad se encargó de que yo me sintiera una niña violada todo el tiempo y mis papás señalados, incluso la maestra que daba la material de Moral Aurora Morales nos llevaba con el (Martínez).

## Otros proyectos

### Televisión
Participante
- La Academia (2002-2003)
- Desafío de estrellas (2003)
- Homenaje a (2003)
- Segunda oportunidad (2010)

Presentadora
- Las noticias - MTY TV (2011)
- Info 7 - Azteca Noreste (2013)
- Radio Fórmula (2017-actualidad)